# Game Boy Advance

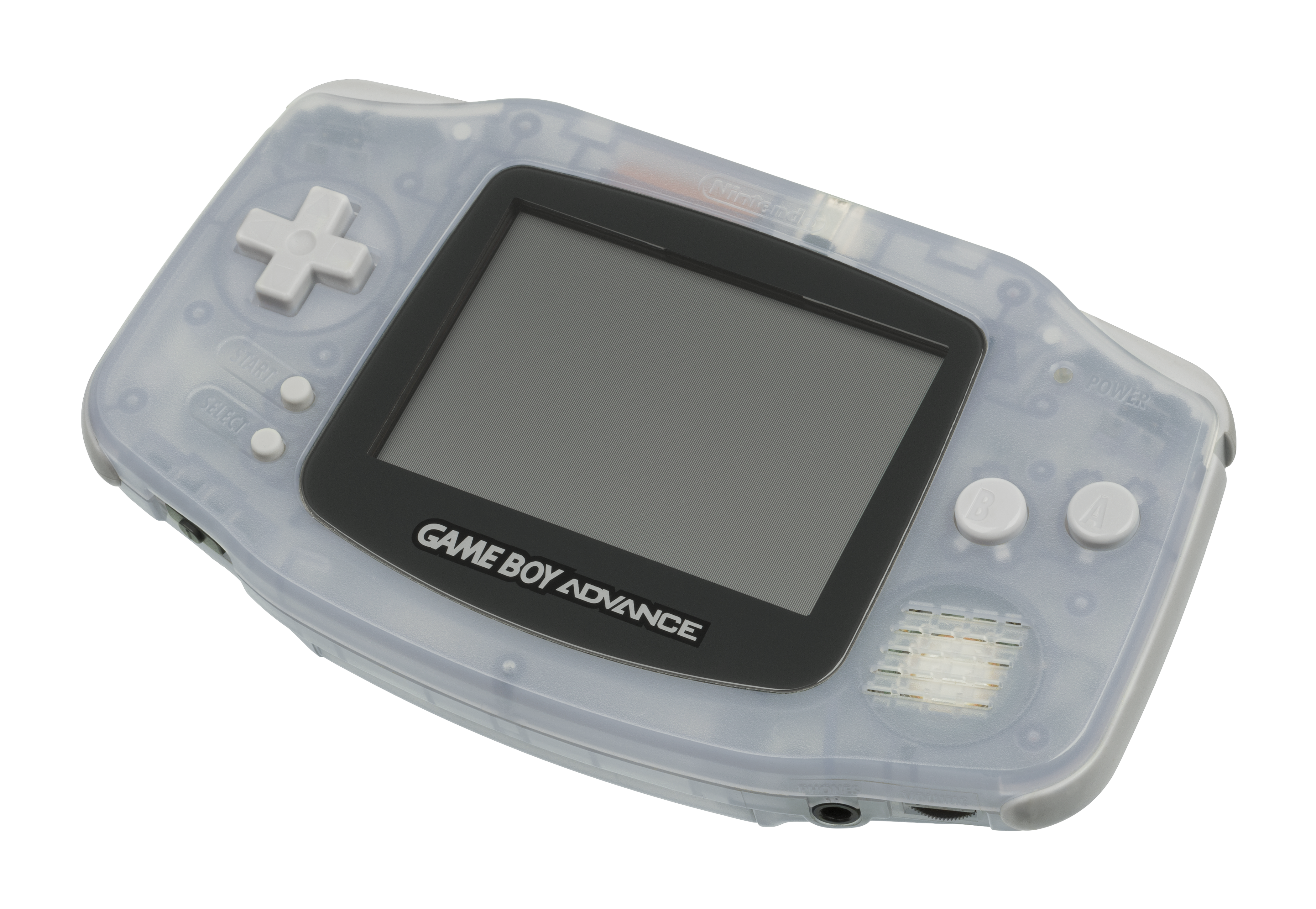
Game Boy Advance

Game Boy Advance (adesea prescurtat GBA) este o consolă portabilă pentru jocuri video de 32 biți, dezvoltată și fabricată de Nintendo. Este succesorul consolei Game Boy Color. A fost lansată în Japonia pe 21 martie 2001, în America de Nord pe 11 iunie 2001, în Australia pe 22 iunie 2001, în Europa pe 22 iunie 2001 și în China pe 8 iunie 2004 (mai puțin în Hong Kong). În România, consola a fost distribuită oficial din 2001 de către Skin Media.
1. ↑  „Nintendo - jocuri fără limite”. XtremPC (26): 2–3.